# スティーヴ・カーヴァー
スティーヴ・カーヴァー（Steve Carver、1945年4月5日 - 2021年1月8日）は、アメリカ合衆国の映画監督。

## 経歴
1945年4月5日、ニューヨーク州ニューヨーク市ブルックリン区に生まれる。アメリカン・フィルム・インスティチュートにて学んだ。
1974年、アンジー・ディキンソン主演の『ビッグ・バッド・ママ』を監督する。1975年、ベン・ギャザラ主演の『ビッグ・ボス』を手がける。
2021年1月8日、ロサンゼルスで新型コロナウイルス感染症の合併症により死去。75歳没。

## フィルモグラフィー

### 長編映画
- エンジェル・グラディエーター The Arena （1974年）
- ビッグ・バッド・ママ Big Bad Mama （1974年）
- ビッグ・ボス Capone （1975年）
- ドラム Drum （1976年）
- Fast Charlie... the Moonbeam Rider （1979年）
- 超高層プロフェッショナル Steel （1979年）
- 香港コネクション An Eye for an Eye （1981年）
- テキサスSWAT Lone Wolf McQuade （1983年）
- パッコン学園 Jocks （1986年）
- 爆発!海底大油田/ファイヤー・インフェルノ Oceans of Fire （1986年）
- サンダーブラスト 地上最強の戦車 Bulletproof （1988年）
- デス・リバー/失なわれた帝国 River of Death （1989年）
- クレイジージョー Dead Center （1993年）

### 短編映画
- The Tell-Tale Heart （1971年）